# Sukuma
Sukuma je naziv najveće etničke skupine u Tanzaniji, s procijenjenih 5,5 milijuna pripadnika, koji predstavljaju oko 16% ukupnog stanovništva zemlje. 
Sukuma znači "sjever", a odnosi se na "ljude sa sjevera." Pripadnici skupine Sukuma, sami sebe nazivaju Nsukuma (jednina) i Basukuma (množina).
Žive u sjeverozapadnoj Tanzaniji i u blizini južnih obala jezera Victoria, a teritorij je podijeljen u devet upravnih područja tanzanijskoh regija Mwanza i Šinjanga. Sjeverno područje njihovog prebivališta je u poznatoj ravnici Serengeti. Pripadnici Sukuma obitelji migrirali su prema jugu u područje Rukwa.
Uglavnom žive u savanama bez grmlja između 910 i 1200 m nadmorske visine. Oko 51 do 100 cm kiše pada od studenog do ožujka. Dnevne temperature su između 26 - 32 °C, dok noću nekad padnu ispod 15 °C. Stanovništvo je vrlo raštrkano među malim farmama i oskudnim raslinjem.